# Нова Весь (гміна Влоцлавек)
Нова Весь (пол. Nowa Wieś, нім. Forstdorf) — село в Польщі, у гміні Влоцлавек Влоцлавського повіту Куявсько-Поморського воєводства.
Населення — 660 осіб (2011).
У 1975-1998 роках село належало до Влоцлавського воєводства.

## Демографія
Демографічна структура станом на 31 березня 2011 року:
|          | Загалом | Допрацездатний вік | Працездатний вік | Постпрацездатний вік |
| -------- | ------- | ------------------ | ---------------- | -------------------- |
| Чоловіки | 317     | 70                 | 219              | 28                   |
| Жінки    | 343     | 76                 | 217              | 50                   |
| Разом    | 660     | 146                | 436              | 78                   |